# Barry Paf (radioprogramma)
Barry Paf was een radioprogramma op de Nederlandse zender Radio 538 dat wordt gepresenteerd door Barry Paf. Het programma wordt uitgezonden op zaterdag en zondag tussen 15.00 en 18.00 uur.
Voorheen (van 6 augustus 2007 t/m 30 september 2010) werd het uitgezonden van maandag t/m donderdag tussen 19.00 en 21.00 uur. Daarna (van 4 oktober 2010 t/m 2 augustus 2012) werd het uitgezonden van maandag t/m donderdag tussen 21.00 en 00.00 uur. Mark Labrand was zijn vaste vervanger, als Paf op vakantie was.
Tevens was voor Paf op 21 juni 2012 de laatste keer dat hij op dit tijdstip ging presenteren. Van 25 juni t/m 5 juli 2012 presenteerde Mark Labrand dit programma. Van 9 juli t/m 2 augustus 2012 presenteerde Edwin Noorlander dit programma in plaats van Barry Paf. De reden was dat Paf al had bekendgemaakt dat hij minder radio ging maken en meer voor TV538 ging werken.
Wel ging Paf het programma van Dennis Ruyer vervangen tussen 30 juli en 2 augustus 2012. Dennis Ruyer ging samen met Tim Klijn het programma Evers staat op presenteren, omdat Edwin Evers en zijn team op een later tijdstip gingen presenteren. Dit vanwege de Olympische Spelen.
Op 6 augustus 2012 ging Mark Labrand definitief op dit tijdstip presenteren met @Labrando. Barry Paf ging in het weekend presenteren met Barry's Weekend Vibe als naam. De reden was dat er een nieuwe programmering kwam in september.
Op 30 december 2014 werd bekendgemaakt dat er een nieuwe programmering kwam op Radio 538. Barry Paf kreeg een nieuw tijdslot (zaterdag en zondag tussen 15.00 en 18.00 uur). Hij nam de tijdslot over Martijn Biemans, die zelf een nieuw programma kreeg op de werkdagen. Barry's oude programma en tijdslot (zaterdag en zondag tussen 18.00 en 20.00 uur) werd overgenomen door Edwin Noorlander. Vanaf 10 januari 2015 presenteert Barry Paf op zijn nieuwe tijdslot.
Begin juli 2016 werd paf op non-actief gesteld. Paf presenteerde zijn programma al een tijdje niet. De presentatie werd overgenomen door verscheidende dj's van Radio 538. Op 15 juli 2016 werd bekend dat Barry de zender heeft verlaten. Wie zijn programma over neemt is nog onbekend.